# Farmakognózia
A farmakognózia görög eredetű szó (farmakon = gyógyszer, gignoszko = megismerek), a természetes eredetű gyógyszerekkel foglalkozó tudományág neve. Régebben kemikáliákkal is, napjainkban természetes eredetű anyagokkal, köztük állati, növényi és gomba-eredetű drogokkal és anyagokkal és azok másodlagos anyagcseretermékeivel foglalkozó tudományág.

## Helye és fontossága a tudományokban
A WHO felmérése szerint a Föld népességének 2/3 része elsődlegesen gyógynövényeket használ orvosságként.
A farmakognózia foglalkozik a gyógynövények leírásával, szövettani jellemzésével (morfológia, anatómia, mikrokémiai azonosítás), előfordulásával, elnevezésével, feldolgozásával, kereskedelmével (helyettesítés, honosítás, szelektálás, nemesítés), minősítésével, hatásával, alkalmazásával.

## Elemei, szakágai
- Farmakobotanika: makro- és mikromorfológia
- Fitokémia: kémiai szerkezet, bioszintézis, fitoanalitika
- Fitoterápia: növényi kivonat (fitofarmakon). Kiegészítő terápia, preventív, vagy utókezelés.